# Jules Jamin

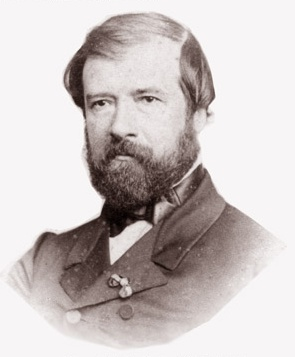
Jules Celestin Jamin

Interferometr Jamina

Jules Celestin Jamin ur. 31 maja 1818 w Termes (Ardeny), zm. 12 lutego 1886 w Paryżu – francuski fizyk, wieloletni profesor École Polytechnique. Jego nazwisko pojawiło się na liście 72 nazwisk na Wieży Eiffla.

## Życiorys
Był absolwentem koledżu w Reims. W 1838 otrzymał nagrodę honorową w konkursie naukowym i w tym samym roku został przyjęty do École normale supérieure gdzie uzyskał stopień naukowy z matematyki, fizyki i nauk przyrodniczych. W 1841 objął katedrę w koledżu w Caen, gdzie rozpoczął badania nad odbiciem światła na powierzchni metali, za który otrzymał w 1847 tytuł doktora. W 1852 został mianowany profesorem fizyki na École Polytechnique, którą to funkcję sprawował do r. 1881. W 1868 został członkiem Francuskiej Akademii Nauk.
Jego prace naukowe dotyczyły optyki, magnetyzmu, elektryczności, wilgotności powietrza i zjawiska kapilarnego. Odkrył zjawisko eliptycznej polaryzacji światła przy odbiciu od szkła potwierdzając przewidywania Cauchy'ego.